# David J. Peterson
David Joshua Peterson (n. 20 ianuarie 1981, Long Beach, California, SUA) este un creator de limbi, scriitor, lingvist și artist american. A devenit cunoscut după ce a creat limbile dothraki și valyriană pentru serialul de televiziune Urzeala tronurilor. Ulterior, a lucrat la o serie de alte proiecte, inclusiv la filmele Dune și Dune: Partea a doua, pentru care a creat limba chakobsa. A scris o carte despre construirea limbilor, intitulată The Art of Language Invention („Arta inventării limbilor”).

## Viață și carieră
David Joshua Peterson s-a născut în Long Beach, California, pe 20 ianuarie 1981, cu un tată de origine germană și o mamă de origine mexicană. Studiind la University of California, Berkeley (1999-2003), Peterson a obținut diplomele în engleză și lingvistică. A făcut un master de arte în lingvistică la Universitatea din California, San Diego (2003-2006). Primul contact cu limbajele artificiale l-a avut încă de la Berkeley, după ce a participat la un curs de Esperanto în anul 2000.

### Creare de limbi
În 2007, a co-fondat Language Creation Society cu alți nouă creatori de limbi și a fost președintele acesteia (2011-2014).
În 2009, rețeaua de televiziune HBO avea nevoie de o limbă fictivă pentru serialul de televiziune Urzeala tronurilor și a apelat la Language Creation Society pentru ajutor. Acest lucru a dus la un concurs, pe care Peterson l-a câștigat.

## Publicații
- Johnston, Susan; Battis, Jes (2015). Mastering the Game of Thrones: Essays on George R. R. Martin's A Song of Ice and Fire. McFarland & Company. ISBN 978-0-7864-9631-0.
- Peterson, David J. (2014). Dothraki. Living Language. ISBN 978-0-8041-6086-5.
- —— (2015). The Art of Language Invention. Penguin Books. ISBN 978-0-14-312646-1.
- —— (2020). Create Your Own Secret Language: Invent Codes, Ciphers, Hidden Messages, and More. Odd Dot. ISBN 978-1250222329.
- Post, Nina; Peterson, David J. (2014). The Zaanics Deceit (Cate Lyr) (Volume 1). Nina Post, LLC. ISBN 978-1-4954-6134-7.
- Post, Nina; Peterson, David J. (2017). The Zaanics Pursuit (Cate Lyr) (Volume 2). Nina Post, LLC. ISBN 978-1-5376-4745-6.